# Oskuld och sopor
Oskuld och sopor är en personligt hållen dokumentärfilm med manus och regi av Vilgot Sjöman, inspelad 1988. I filmen reser Sjöman till Smokey Mountain, Manilas rykande sopberg, för att göra en film om en tolvårig sopsamlare. Han har emellertid svårt att få med sig pojkarna i slummen, och filmen blir i stället en uppgörelse med Gud och världens orättvisor.
Titeln anspelar enligt Sjöman på förhållandet mellan väst och tredje världen:
| ”                                            | Där gick vi dag efter dag bland tusentals sop-plockare; och när filmen låg färdigklippt såg vi vad den handlade om - den västerländska oskulden och fattigdomen i tredje världen. | „ |
| – Vilgot Sjöman citerad i Svensk filmdatabas | |   |